# Atlas international des nuages
Pour les articles homonymes, voir Cloud Atlas (homonymie).

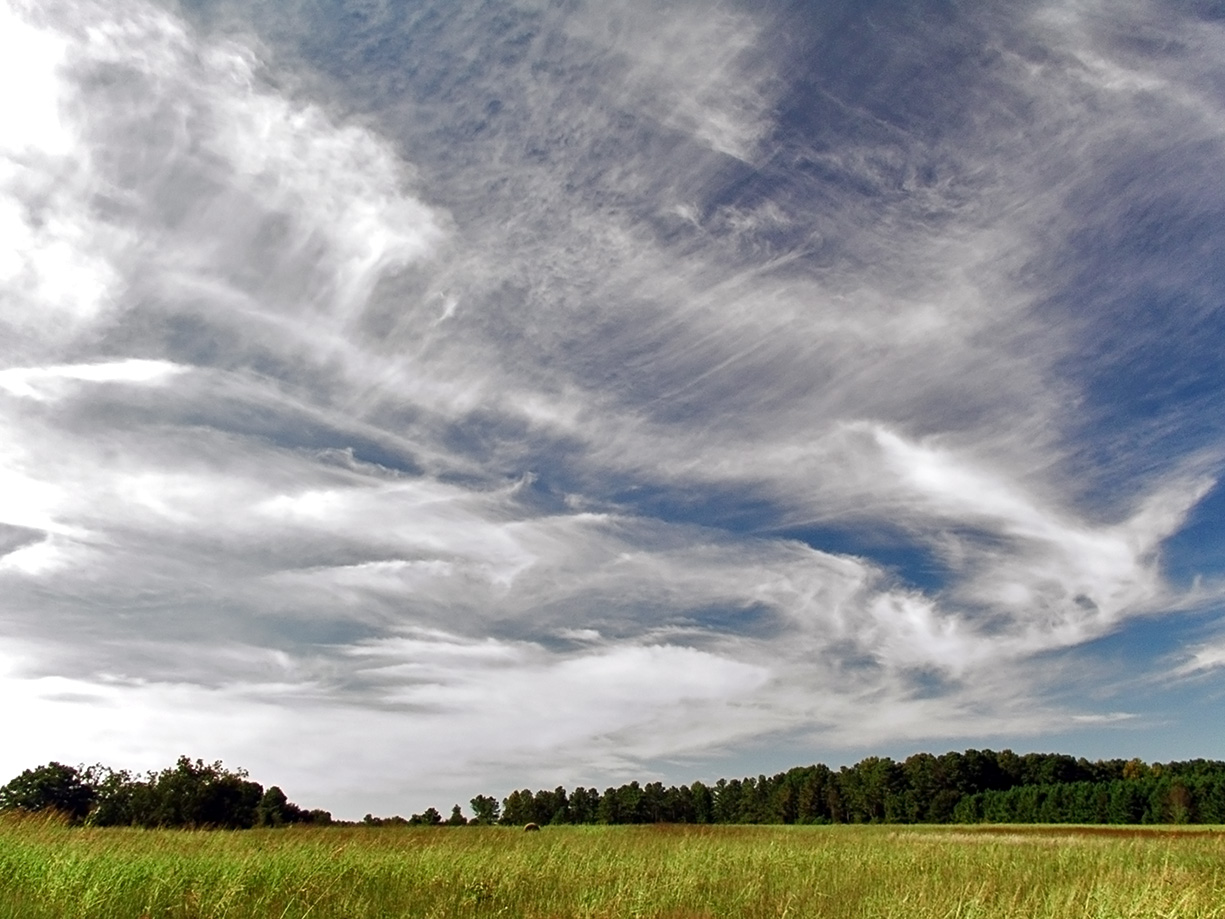
Photo de cirrus similaire à celle qui ornait la première édition de l'Atlas.

L’Atlas international des nuages (ou plus simplement Atlas des nuages) est un ouvrage consacré aux nuages, publié pour la première fois en 1896.
Ses objectifs initiaux sont d'aider à la formation des météorologistes et de promouvoir un vocabulaire plus cohérent pour la description des nuages. La première édition comprend des planches de photographies en couleurs, ce qui était alors une technologie nouvelle. De nombreuses éditions sont publiées par la suite.

## Genèse
En 1802 (an X de la République), Jean-Baptiste Lamarck propose une classification des nuages suivant leurs formes, qui sont au nombre de quatre.
En 1803, Luke Howard est le premier à proposer une classification simplifiée des nuages construite sur leur apparence selon deux « genres » de nuages, cumulus et stratus, et en les divisant en quatre groupes selon la hauteur de leur base, non l'altitude de la cime.
À cela s'ajoutent des «espèces », qualificatifs pour des variations particulières. Le météorologue anglais Ralph Abercromby influence le suédois Hildebrandsson qui publie en 1890, avec Wladimir Köppen et Georg von Neumayer, l’Atlas des nuages.
Durant le XIXe siècle, le monde de la météorologie s'organise et, en 1873, l’Organisation météorologique internationale voit le jour. Son Comité météorologique international forme la commission sur l'étude les nuages comprenant des météorologues de renom dont Hugo Hildebrand Hildebrandsson, Albert Riggenbach, Léon Teisserenc de Bort, Julius von Hann, Henrik Mohn et Abbott Lawrence Rotch (en).
À la suite de ses délibérations, la commission commandite la première édition de l’Atlas international des nuages sous la direction des trois premiers. Elle est trilingue (français, anglais et allemand) et décrit pour la première fois la nomenclature unifiée des nuages à l'aide de photos, telle que proposée par la commission. Qui plus est, les images représentant les nuages sont pour la plupart des photographies en couleur, au lieu de photos colorées à la main, un procédé compliqué et dispendieux à l'époque. Seulement quelques-unes sont des peintures, lorsque des photographies n'étaient pas disponibles. La couverture de l'ouvrage comporte la photo d'un cirrus. 
Les commentaires à cette première édition sont élogieux. Un commentateur note « Les illustrations sont brillamment colorées et en plus de sa grande valeur pour la météorologie, l'Atlas en lui-même vaut le prix demandé juste pour ces illustrations ».

## Rééditions

### Différentes versions
L’Atlas international des nuages est de nombreuses fois réédité depuis 1896,
soit en 1911, 1932 et 1939 par l’Organisation météorologique internationale ; puis en 1956, 1975 et 1995 (réimpression) par son successeur l’Organisation météorologique mondiale. Son nom change quelques fois : la version de 1932 est publiée sous le nom d’Atlas international des nuages et de l'état du ciel, celle de 1939 sous le titre d’Atlas international des nuages et des types de ciels. L'édition de 1956 est la première à être publiée en deux volumes, séparant le texte des photos, ce qui abaisse son coût et facilite sa traduction dans plus de langues. Ainsi, une édition norvégienne voit le jour en 1958 (Internasjonalt skyatlas 1956), polonaise en 1959 (Międzynarodowy atlas chmur; atlas skrócony) et néerlandaise en 1967 (Wolkenatlas. Bewerkt naar de Internationale verkorte wolkenatlas van de Meteorologische Wereldorganisatie). 
La version de 1896 de l'Atlas est retranscrite et modifiée en 1897 par la US Navy et a pour titre Illustrative cloud forms for the guidance of observers in the classification of clouds, qui est composée de seize planches.
L'édition de 1975 est publiée en deux volumes : le premier en 1975 (texte)
et le second en 1987 (photos). Elle contient plusieurs innovations, dont un nouveau chapitre de description des nuages en vue plongeante comme d'un avion. La classification des hydrométéores est remplacée par une plus générale des météores : hydrométéores (eau sous forme liquide ou solide dans l'atmosphère), lithométéores (particules solides comme les aérosols et poussières), photométéores (phénomènes lumineux dans l'atmosphère comme l'arc-en-ciel) et électrométéores (phénomènes électriques comme la foudre).
Une nouvelle édition est en préparation en 2016
et est publiée le 23 mars 2017 à l'occasion de la journée météorologique mondiale. Cette nouvelle édition est toujours construite sur l'observation visuelle des nuages et non sur les paramètres physiques de l'atmosphère. De nouvelles propriétés sont ajoutées. Par exemple, le nuage-mur s'appelle maintenant cumulonimbus murus. De la même manière l’asperatus est rejeté en tant que genre de nuage et est accepté comme une caractéristique supplémentaire appelée asperitas. L'usage de célomètres ou de radars est mentionné. L'édition de 2017 ajoute douze formations nuageuses. Elle est consultable en ligne,.

### Évolution de la définition des nuages
Dans l'édition originelle de l'Atlas, les nuages sont définis de manière purement observationnelle, étant donné que les seuls aéronefs existants sont les ballons captifs et que les exercices de triangulation peuvent être délicats. Dans l'édition de 1939 de l'Atlas, une discussion importante porte sur la physique des nuages et les altocumulus castellanus sont appelés altocumulus cumuliformis. Il est clairement indiqué que la définition des cumulus et cumulonimbus ne s'applique que lorsque les ascendances partent du sol et sinon, que l'on a affaire à ce que l'on appelle de nos jours des  altocumulonimbus.
Cependant, un mouvement de marche arrière est effectué dès la version de 1956 de l'Atlas, où toute discussion physique est gommée. Ainsi, un cumulus de Namibie ayant sa base à 4 km de hauteur serait d'après la nomenclature officielle un altocumulus floccus et en aucun cas un cumulus humilis, car sa base est dans l'étage moyen[pas clair]. Cette définition du cumulus est de peu d'utilité pour un pilote de planeur et celui-ci préférera la définition du cumulus de 1939[Interprétation personnelle ?].

## Concurrents
L’atlas ne correspondant pas toujours aux besoins de certains usagers, des ouvrages similaires sont publiés. Dès 1897, une version simplifiée américaine, dérivée de l'Atlas, est éditée par le gouvernement des États-Unis sous le titre Illustrative cloud forms for the guidance of observers in the classification of clouds. Elle utilise des lithographies au lieu de photographies.
Un commentateur mentionne que la publication de cet atlas concurrent n'est probablement pas une bonne idée en général mais que du point de vue pratique cet ouvrage simplifié est peut-être la seule façon d'obtenir une diffusion plus large de la classification unifiée des nuages.
En 1901, un livre allemand très populaire sur la météorologie utilise nombre de photos de l'Atlas international des nuages qu'un critique juge comme étant la meilleure partie du livre. L’Atlas photographique des nuages de 1912 utilise des photographies en tons de gris mais il est critiqué pour ne pas avoir suivi la classification des nuages de l’Atlas international des nuages,.
En 1907, Jean Vincent, du service météorologique de Belgique, publie un atlas intitulé Atlas des nuages. Les définitions diffèrent profondément des définitions habituellement utilisées[Où ?]. Ainsi un cumulonimbus couvrant entièrement le ciel est appelé Tonitro-nimbus. Un cumulus compositus est soit un cumulus congestus soit un cumulonimbus calvus. Un cumulo-nimbus est un cumulonimbus capillatus et l'enclume est appelée Fasciculus. Pour ajouter à la confusion, un cumulus congestus au sens de Vincent est un cumulus mediocris. Le Pallio-nimbus est un nimbostratus et le nimbus n'est qu'un groupe de nuages donnant des précipitations.
En 1923, A Cloud Atlas, du météorologue américain Alexander George McAdie, porte sur un autre type de classification des nuages. Au lieu d'utiliser la description de leur forme et altitude, McAdie préconise un classement selon leurs propriétés et le temps qui leur est associé.
Robert A. Houze publie en 2014 une version en ligne simplifiée de son atlas des nuages dans la référence[pas clair] .
Il y distingue le cumulus du cumulonimbus, suivant que le nuage donne des précipitations ou non et donc sa définition se rattache à l'ancien cumulo-nimbus. Il suppose aussi que la base de ces nuages est toujours inférieure à 2 km et, si la base des nuages convectifs est comprise entre 2 et 7 km, il nomme alors ces nuages altocumulus castellanus (ou cumulus à base élevée), que ces nuages donnent des précipitations sous forme de virga ou aucunes,.
Il considère aussi que le nuage lenticulaire est un genre de nuage à part entière.

## Limites de la classification

### Mode de formation
Le classement en genres et espèces est fondé sur l'observation visuelle des nuages dans un environnement moyen. Il n'est qu'indirectement relié à la physique des nuages que parce que leur apparence dépend de celle-ci. Cependant, dans certains environnements les nuages peuvent être confondus entre eux. Par exemple, dans les régions relativement sèches comme les Grandes Plaines des États-Unis, les cumulus dus au réchauffement diurne, qui sont en principe de l'étage inférieur, peuvent avoir une base très élevée qui se retrouve dans l'étage moyen, là où se forme d'une toute autre façon les altocumulus. De forts courants ascendants partant du sol sont associés aux premiers, mais non aux seconds, pouvant engendrer des problèmes pratiques de vol pour les avions et les planeurs s'ils sont mal reconnus.
Certains auteurs, comme Richard S. Scorer et Stefen F. Corfidi, suggèrent des modifications à la classification basées sur la thermodynamique que l'on peut analyser grâce aux radiosondages et aux observations des satellites météorologiques,.
Par exemple, ils suggèrent d'ajouter à la liste des genres comme l'altocumulonimbus (nom non officiel, connu en anglais comme elevated cumulonimbus), un nuage de grande extension verticale provoquant des orages mais dont les ascendances ne partent pas du sol.

### Formes spéciales
Un mur de foehn a la forme d'une barre nuageuse figée au sommet d'une chaîne de montagnes. Un tel nuage est mentionné explicitement dans le volume 1 de l'Atlas et est représenté photographiquement dans le volume 2 de l'Atlas mais il est difficile d'associer ce nuage à un des dix genres prédéfinis. De même, les nuages lenticulaires diffèrent en apparence des altocumulus et pourraient eux aussi être un genre à part entière. Enfin, les asperatus n'ont aucune ressemblance avec les nuages reconnus.